# Color Line

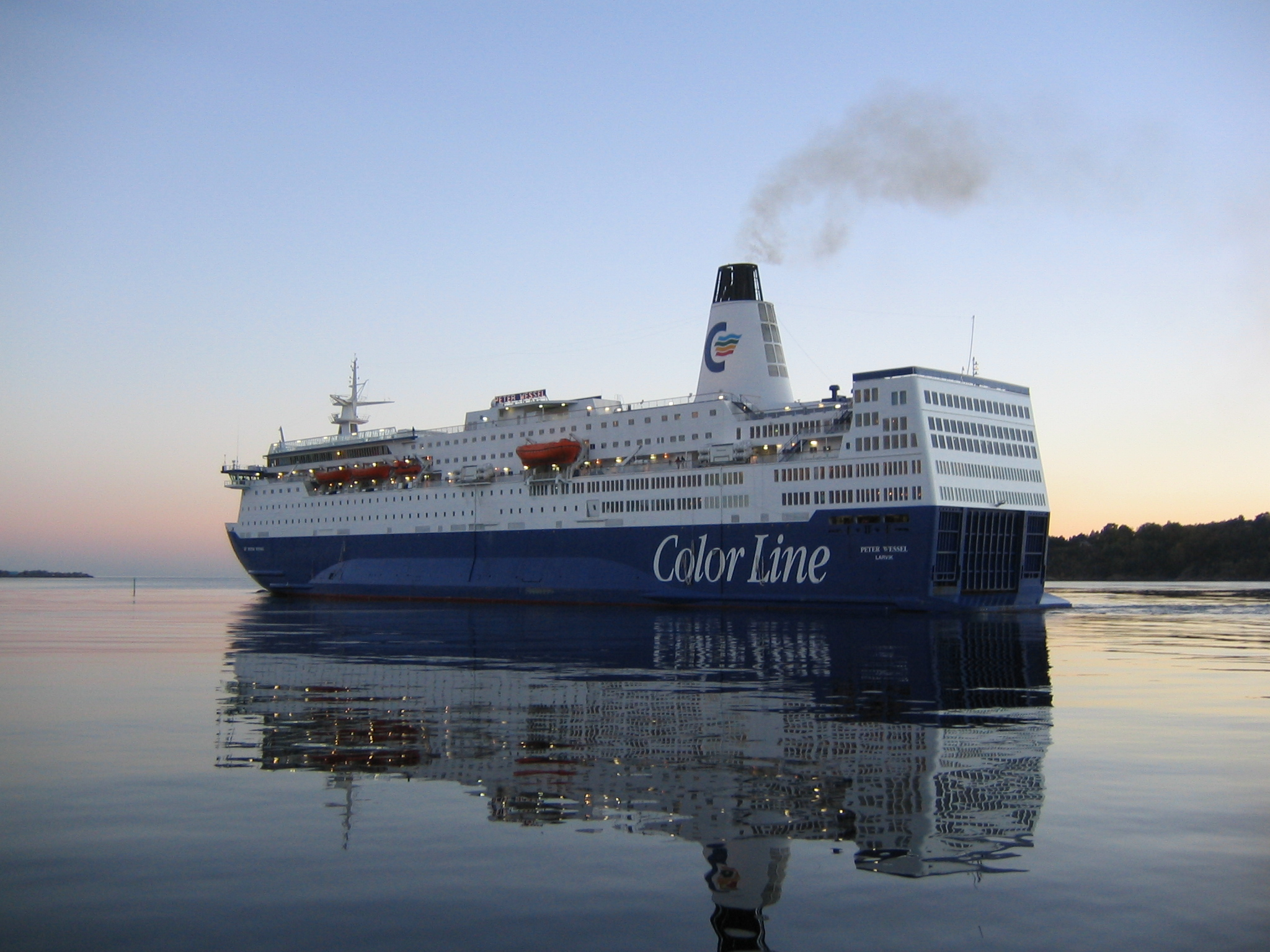
Паром «Peter Wessel» у Ларвика

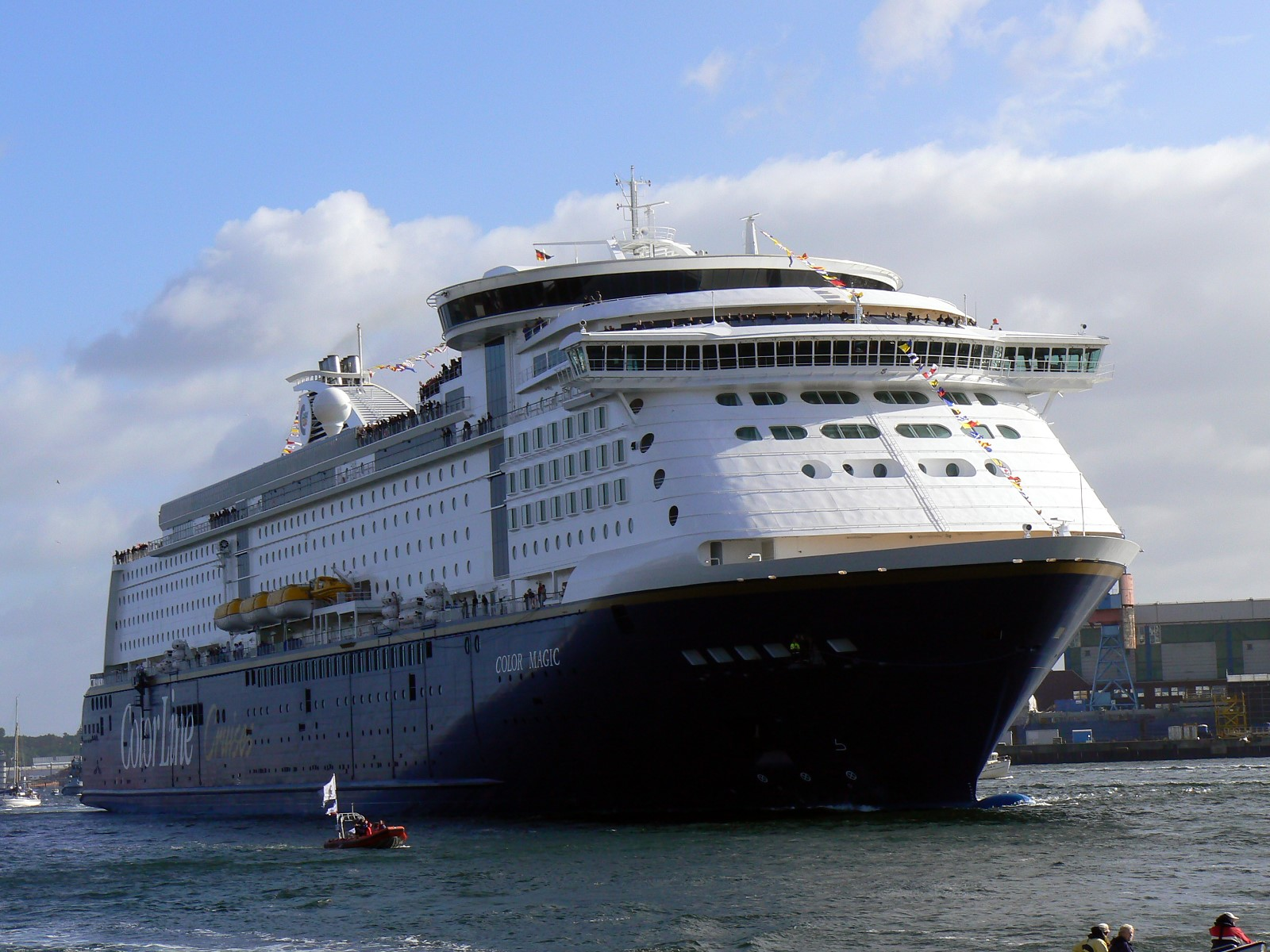
Паром «Color Magic» в порту Киля

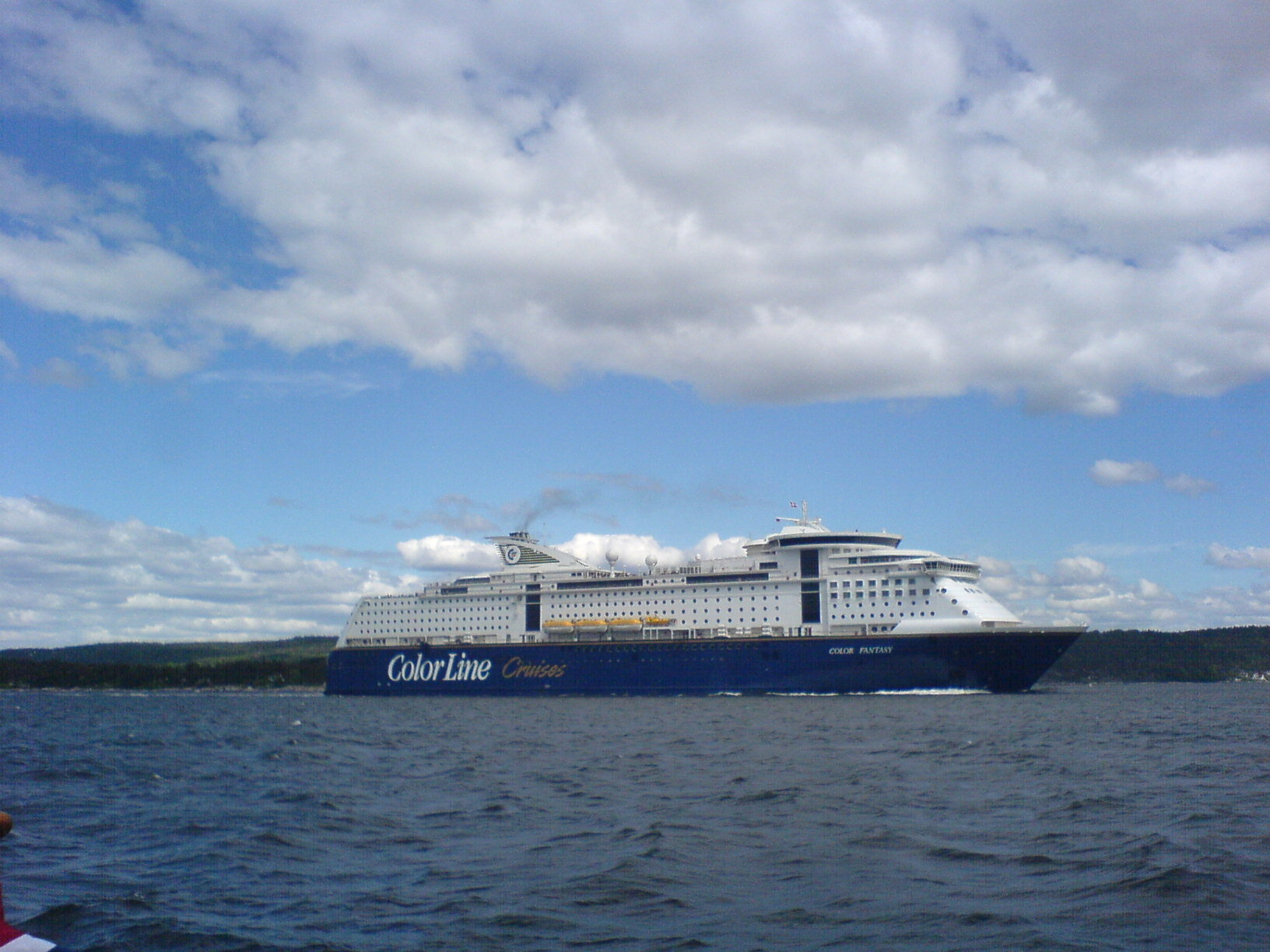
Паром "Color Fantasy " в Ослофьорде

Color Line — норвежская судоходная компания, входящая в Color Group AS, предоставляющая услуги по морским перевозкам на комбинированных (пассажиров и автомобилей) рейсах из Норвегии в Швецию, Данию и Германию. Компания была основана в 1990 г., однако история первоначального предприятия, трансформировавшегося в нынешнюю компанию, насчитывает более 100 лет. В Color Line работают 3500 сотрудников в четырёх странах, из которых на борту паромов — более 2000. Флот Color Line состоит из 7 судов.
Головной офис компании находится в Осло. Региональные офисы есть также в городах: Берген, Ставангер, Кристиансанн, Саннефьорд и Ларвик. Международные офисы расположены в Киле, Хиртсхальсе и Стрёмстаде.

## Маршруты
- Осло — Киль
- Кристиансанн — Хиртсхальс →(эта морская линия соединяет участки маршрута E 39)
- Ларвик — Хиртсхальс
- Саннефьорд — Стрёмстад